# Vanellus senegallus

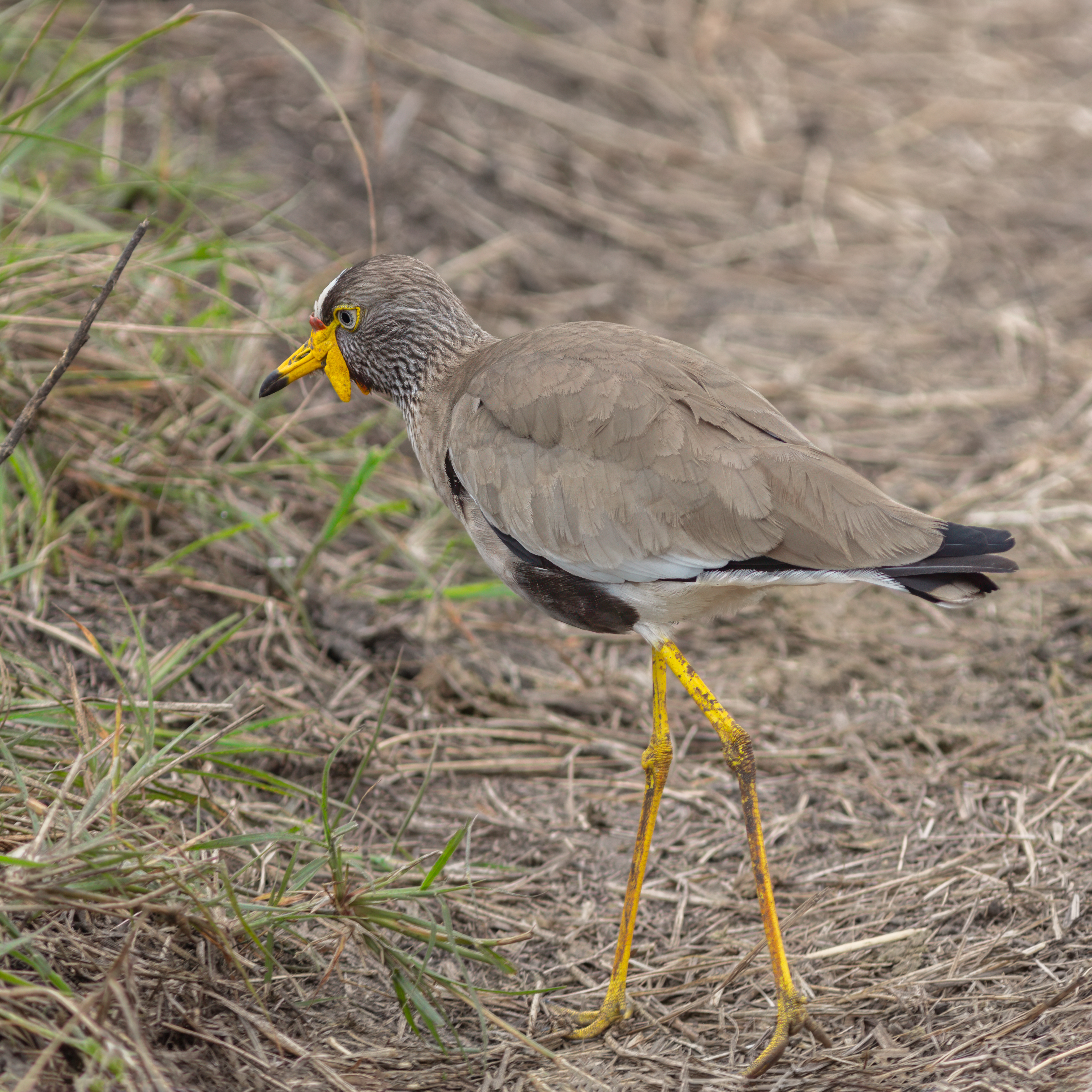
Ejempar en el parque nacional del Lago Mburo, Uganda.

La avefría senegalesa (Vanellus senegallus) es una especie de ave caradriforme de la familia Charadriidae que habita en el África subsahariana, salvo las selvas húmedas y los desiertos.

## Descripción

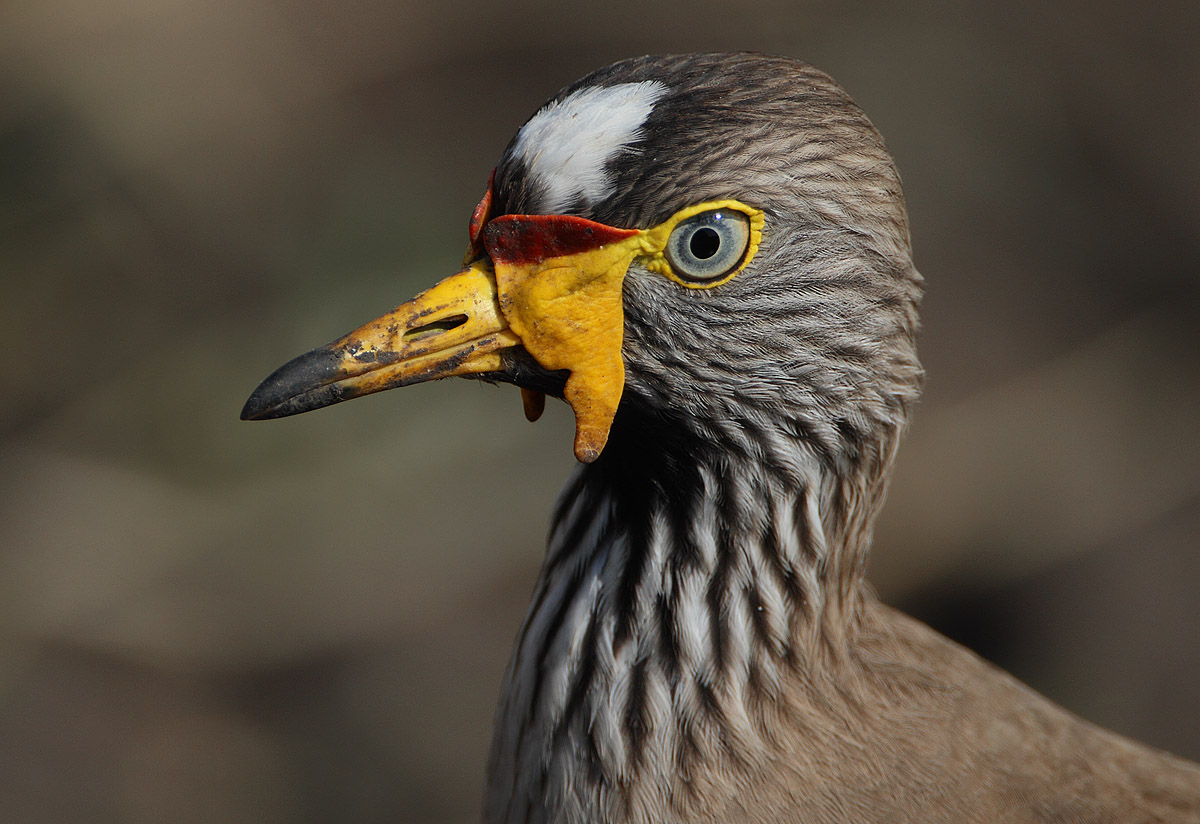
Detalle de la cabeza.

Su plumaje es principalmente de color pardo grisáceo, con las plumas de vuelo de alas y cola negras al igual que su garganta. Presenta una gran mancha blanca en la parte frontal del píleo con un marco negruzco; el resto de su cabeza y cuello están veteados en negro. Se caracteriza por tener una carúncula colgante, amarilla con el borde superior rojo, a ambos lados de la base del pico, que también es amarillo con la punta negra, y también son amarillas sus largas patas. Su obispillo es blanco. En vuelo también se puede observar una lista blanca en las alas entre las plumas negras y las pardas, en la parte superior. También son blancas las coberteras de la parte inferior de las alas.

## Hábitat
Esta especie cría en hábitats húmedos de zonas bajas, especialmente los herbazales inundables, aunque con frecuencia se alimente en hábitats más secos, picoteando por el suelo en busca de insectos y otros invertebrados. 
Suele poner de tres a cuatro huevos en el suelo.